# Online Zeitung
Die Online Zeitung ist ein deutsches, österreichisches und schweizerisches Presseportal für unternehmensrelevante Informationen.

## Geschichte
Die Online Zeitung hat seit ihrer Gründung im Jahr 2011 mehr als 270.000 Pressemitteilungen veröffentlicht. Täglich kommen bis zu 400 Pressemitteilungen hinzu. Auf dem Portal gibt es Veröffentlichungen aus Deutschland, Österreich und der Schweiz. Die Veröffentlichung einer Pressemitteilung erfolgt für vier Wochen kostenlos, danach besteht die Möglichkeit, die Dauer der Veröffentlichung auf bis zu ein Jahr zu verlängern. Für dieses Angebot fallen jedoch Kosten an.